# Laze v Tuhinju
Laze v Tuhinju je naselje v Občini Kamnik.

## Zgodovina
Laze so prvič omenjene leta 1428. Leta 1444 je tu imel Žiga Lambergar tri kmetije, mlin in voštat (zemljišče) z njivo, Ahac Pečeher pa štiri kmetije.

## Izvor krajevnega imena
Ime je prvotni tožilnik množinskega občnega imena làz v pomenu s travo porasel nekdaj izkrčen svet v gozdu ali ob njem, ki je drugotno prešel v žensko sklanjatev. V arhivskih zapisih se kraj omenja leta 1428 Laschacg, 1444 Las in 1483 Laas.